# Marc Hauser

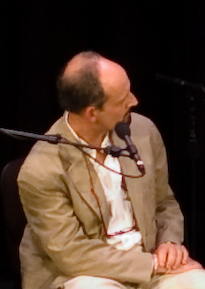

Marc D. Hauser (ur. 25 października 1959) – biolog ewolucyjny oraz badacz zachowań naczelnych. Wykładał na wydziale psychologii Uniwersytetu Harvarda.
W sierpniu 2010 Władze Harvardu uznały go winnym ośmiu niesprecyzowanych błędów naukowych (złe prowadzenie badań).